# 2043 Ортутай
2043 Ортутай (2043 Ortutay) — астероїд головного поясу, відкритий 12 листопада 1936 року.
Тіссеранів параметр щодо Юпітера — 3,209.